# میکروو
میکروو (به بلغاری: Mikrevo) یک منطقهٔ مسکونی در بلغارستان است که در شهرستان استرومیانی واقع شده‌است.